# Lim Kye-sook
Lim Kye-sook ((임계숙?, '任桂淑?); 3 ottobre 1964) è un'ex hockeista su prato sudcoreano.